# 로열 바포켕 스타디움
로열 바포켕 스타디움(Royal Bafokeng Stadium)은 남아프리카 공화국 루스텐버그 근처 포켕에 위치한 축구, 럭비, 육상 경기장이다. 로열 바포켕 네이션이 건설하여 운영하고 있다. 프리미어 축구 리그 클럽인 플래티넘 스타즈 FC의 홈 경기장으로 사용되고 있다.
로열 바포켕 스타디움의 수용인원은 44,530명으로, 2010년 FIFA 월드컵의 경기장으로 사용된다.

## 개요
포켕에서 1999년 로열 바포켕 네이션에 의해 개장되어 운영되었다. 이곳은 프리미어 사커 리그 클럽의 플래티넘 스타즈의 홈구장이며, 레오파즈는 쿠리에컵 동안 그들의 평상시 홈그라운드인 올렌파크보다 대규모의 관중을 수용한다.
이 경기장의 수용능력은 2010년 FIFA 월드컵 첫 다섯 경기와 16강의 한 경기를 치르기 위해 38,000에서 44,530까지 확장되었다.

## 2010년 FIFA 월드컵
| 날짜       | 시간 (UTC+2) | 팀 #1    | 결과 | 팀 #2          | 대회   | 관중   |
| ---------- | ------------ | -------- | ---- | -------------- | ------ | ------ |
| 2010-06-12 | 20:30        | 잉글랜드 | 1-1  | 미국           | C조    | 38,646 |
| 2010-06-15 | 13:30        | 뉴질랜드 | 1-1  | 슬로바키아     | F조    | 23,871 |
| 2010-06-19 | 16:00        | 가나     | 1-1  | 오스트레일리아 | D조    | 34,812 |
| 2010-06-22 | 16:00        | 멕시코   | 0-1  | 우루과이       | A조    | 33,425 |
| 2010-06-24 | 20:30        | 덴마크   | 1-3  | 일본           | E조    | 27,967 |
| 2010-06-26 | 20:30        | 미국     | 1-2  | 가나           | 16강전 | 34,976 |

## 같이 보기
- 남아프리카 공화국의 경기장 목록